# Aeroportul Regional Winchester
Aeroportul Regional Winchester (IATA: WGO, ICAO: KOKV, FAA LID: OKV) este un aeroport din Virginia, Statele Unite ale Americii ce deservește zona Winchester. Aeroportul a fost tranzitat în 2019 de 16 pasageri. A fost numit după zona deservită.
Situat la o altitudine de 221 m, aeroportul dispune de 1 pistă.

## Infrastructură

### Piste
Aeroportul dispune de o singură pistă. Pista 14/32 are suprafața de asfalt și dimensiunile 5.498 picioare × 100 picioare. 